# Ема Маки
Ема Маргарет Мари Ташар-Маки (на английски: Emma Margaret Marie Tachard-Mackey) е френско-британска актриса. След второстепенни роли в независими и късометражни филми, Маки прави своя пробив в ролята на Мейв Уайли в комедийно-драматичния сериал на Нетфликс „Секс образование“ (2019–днес). Участва в драмата „Влюбеният Айфел“ (2021) и криминалния филм „Смърт край Нил“ (2022).

## Биография
Ема Маргарет Мари Ташар-Маки е родена в Льо Ман, баща ѝ е французин и майка ѝ – англичанка. Израства във Франция, където учи до получаването на бакалавърска степен от Академията в Нант. На 17 годишна възраст се мести в Англия, за да учи английски език и литература в Лийдския университет. Завършва през 2016 г. Маки живее в Лондон като френско-британска гражданка.
Маки е избрана за първата си професионална роля с комедийно-драматичния сериал на Netflix „Секс образование“ като Мейв Уайли, интелигентно, проницателно, предприемчиво „лошо момиче“, което убеждава своя състудент Отис Милбърн (Аса Бътърфийлд) да започнат подземен бизнес със сексуална терапия в тяхното училище. Работата на Маки по сериала ѝ печели признание и популярност. За ролята тя получава номинация за номинация за телевизионна награда на Британската академия през 2021 г. и печели Националнтаа награда за комедия през 2022 г.
През 2021 г. Маки получава главната роля в независимия романтичен драматичен филм „Влюбеният Айфел“, който прави своята премиера на френския филмов фестивал Alliance Française и печели множество международни театрални издания, както и 13 милиона долара приходи от прожекции в цял свят.
На следващата година Маки участва в криминалния филм по едноименния роман на Агата Кристи „Смърт край Нил“, продължение на „Убийство в Ориент Експрес“ от 2017 г. Тя е избрана през 2019 г. за поддържаща роля на Жаклин дьо Белфор. Филмът получава като цяло положителни отзиви и е един от най-касовите филми за 2022 г.
През май 2020 г. е обявено, че Маки ще изиграе писателката Емили Бронте в предстоящия биографичен филм „Емили“, който разказва за ранния живот на Бронте. „Емили“ е първата главна филмова роля на Маки. През март 2022 г. тя е избрана за участие във филма на „Уорнър Брос“ „Барби“ (2023), режисиран от Грета Гъруиг и с участието на Марго Роби, Райън Гослинг, Симу Лиу, Уил Феръл и партньорите на Маки от „Секс образование“ Нкути Гатва и Конър Суиндълс.

## Филмография

### Филми
| Година  | Заглавие        | Роля                      | Бележки           |
| ------- | --------------- | ------------------------- | ----------------- |
| 2019 г. | Тик             | Джес                      | Късометражен филм |
| 2021 г. | Влюбеният Айфел | Адриен Бургес             |                   |
| 2022 г. | Смърт край Нил  | Жаклин „Джаки“ дьо Белфор |                   |
| 2022 г. | Емили           | Емили Бронте              | Пост продукция    |

### Телевизия
| Година      | Заглавие         | Роля       | Бележки           |
| ----------- | ---------------- | ---------- | ----------------- |
| 2019 – 2023 | Секс образование | Мейв Уайли | Главна роля       |
| 2020 г.     | Зимното езеро    | Холи       | Телевизионен филм |

## Награди и номинации
| Година  | награда                                      | Категория                       | Номинирана работа | Резултат  |
| ------- | -------------------------------------------- | ------------------------------- | ----------------- | --------- |
| 2021 г. | Телевизионни награди на Британската академия | Най-добра женска комедийна роля | Секс образование  | Номинация |
| 2022 г. | Национални награди за комедия                | Изключителна комедийна актриса  | Секс образование  | Награден  |